# Hartwig Kalverkämper
Hartwig Kalverkämper (* 4. Mai 1949 in Essen) ist deutscher Romanist mit den Schwerpunkten Linguistik (Französisch, Spanisch), Angewandte Linguistik (insbesondere Fachkommunikationsforschung) und Translationswissenschaft sowie Allgemeine und Romanische Kulturwissenschaft.

## Leben und Wirken
Nach dem Abitur 1968 studierte Kalverkämper in Münster Germanistik, Romanistik und Klassische Philologie. Zu seinen akademischen Lehrern gehörten Wolfgang Rothe (Romanistik), Jost Trier (Germanistik), Otto Hiltbrunner (Latinistik), Heinrich Lausberg (Antike und Moderne Rhetorik). Mit der Berufung Rothes an die Universität Düsseldorf wechselte er als dessen Doktorand dorthin. Nach dem plötzlichen Tod Rothes (1974) übernahm Harald Weinrich in Bielefeld die Betreuung der Dissertation, woraufhin Kalverkämper an die Universität Bielefeld wechselte. Er promovierte dort im Juli 1976 mit seiner Dissertation Eigennamen und Kontext, die dann 1978 als Textlinguistik der Eigennamen bei Klett-Cotta publiziert wurde. Die Promotion in Romanistik bestand er mit summa cum laude.
1978 wurde Kalverkämper Assistent von Wolfgang Raible an der Universität Siegen, von der er im Zusammenhang der Rufannahme Raibles nach Freiburg im Breisgau ebenfalls dorthin wechselte. Nach der Assistentenzeit habilitierte sich Kalverkämper im Februar in Freiburg 1985 mit der Arbeit Fächer und Fachtexte zwischen französischer Klassik und Aufklärung (1650–1750) für das Fach Romanische Philologie.
Nach Lehrstuhlvertretungen und Gastprofessuren in Deutschland und im Ausland (Dänemark, Volksrepublik China) übernahm er die Professur für Deutsch als Fremdsprache mit Zielgruppe Lateinamerika an der FernUniversität Hagen. Dort entwickelte er einen Sprachkurs für die Fremdsprachen-Selbsterlernung im Fernstudium, der sich insbesondere an Menschen aus Lateinamerika richtet. 1993 erhielt Kalverkämper den Ruf an die Humboldt-Universität zu Berlin.
Kalverkämper hat sich durch Forschungsarbeiten zur Namenkunde (Onomastik), zur Textlinguistik, zur Fachsprachenforschung, zur Rhetorik und zur Kulturwissenschaft mit interdisziplinärem Format ausgewiesen. Er gibt Reihen heraus zu den zentralen Themen Fachkommunikationsforschung, Translationswissenschaft, Kulturwissenschaft und Rhetorik. In ca. 160 Aufsätzen hat er sich den verschiedenen Disziplinen und ihrer Vernetzung gewidmet.
Kalverkämper wohnt in Berlin, ist verheiratet und hat fünf Kinder.

## Wissenschaftliche Ehrungen und Besonderheiten
- Werner-Heisenberg-Stipendiat nach der Habilitation.
- Mitarbeit im Freiburger Sonderforschungsbereich 321 Übergänge und Spannungsfelder zwischen Mündlichkeit und Schriftlichkeit mit dem Projekt „Historische fachsprachlich-mündliche Kommunikation in der Romania“.
- Ehrendoktor der Universität Vaasa (Finnland) 1998 für „Herausragende wissenschaftliche Leistungen auf den Gebieten der Textlinguistik, Fachsprachenforschung, der modernen Kommunikation und Rhetorik“.
- 2000–2003 Leiter des Fachbereichs „Interkulturelle Kommunikation / Fachkommunikation: Sprache und Recht / Lexikographie“ der Accademia Europea Bolzano / Europäischen Akademie Bozen (Italien); inzwischen heißt der Fachbereich aufgrund seines Vorschlags „Istituto di Comunicazione specialistica e Plurilinguismo / EURAC-Institut für Fachkommunikation und Mehrsprachigkeit“.
- Zweibändige Festschrift zum 60. Geburtstag: Klaus-Dieter Baumann [Hrsg.] (2011): Fach – Translat – Kultur. Interdisziplinäre Aspekte der vernetzten Vielfalt. Berlin: Frank & Timme (1560 S.).
- Internationales Symposium Identität von Disziplinen als Verabschiedungs-Festtagung, Berlin, 5. u. 6. Mai 2014 (mit Abschiedsvorlesung).

## Veröffentlichungen (Auswahl)
Monographien
- Textlinguistik der Eigennamen. Stuttgart: Klett-Cotta 1978.
- Orientierung zur Textlinguistik. Tübingen: Niemeyer 1981 (= Linguistische Arbeiten. 100).
- Eigennamen in der Fachkommunikation: Onomastik der Moderne – eine moderne Onomastik? Ein kritisches Plädoyer für eine interdisziplinäre Methodologie. Hamburg: Kovac. (= Angewandte Linguistik aus interdisziplinärer Sicht. 8).
- Wissenschaftlicher Dialog als dialogische Literatur – Galilei und Fontenelle als Fallbeispiele des italienischen 17. und französischen 18. Jahrhunderts. Berlin: Humboldt-Universität zu Berlin. (= Öffentliche Vorlesungen. 172). Digital unter Öffentliche Vorlesungen der Humboldt-Universität

Herausgeberschaften
- Kalverkämper, Hartwig / Weinrich, Harald [Hrsg.] (1986): Deutsch als Wissenschaftssprache. Tübingen: Narr. (= Forum für Fachsprachen-Forschung. 3).
- Kalverkämper, Hartwig [Hrsg.] (1988): Fachsprachen in der Romania. Tübingen: Narr. (= Forum für Fachsprachen-Forschung. 8).
- Kalverkämper, Hartwig [Verantwortlicher Leiter, Mit-Autor] und Team (1989–1994): Fernstudienkurs Deutsch. Ein Weg zu wissenschaftlichen, wirtschaftlichen und kulturellen Kontakten. Ein Kurs für Lerner mit spanischer Muttersprache in Mittel- und Südamerika. Hagen: FernUniversität (2. überarb. Aufl. 1996). 12 Studienbriefe zu je ca. 170 S. plus Audiomaterial.
- Baumann, Klaus-Dieter / Kalverkämper, Hartwig [Hrsg.] (1992): Kontrastive Fachsprachenforschung. Tübingen: Narr. (= Forum für Fachsprachen-Forschung. 20).
- Kalverkämper, Hartwig / Baumann, Klaus-Dieter [Hrsg.] (1996): Fachliche Textsorten. Komponenten – Relationen – Strategien. Tübingen: Narr. (= Forum für Fachsprachen-Forschung. 25).
- Hoffmann, Lothar / Kalverkämper, Hartwig / Wiegand, Herbert Ernst [Hrsg.] (1998–1999): Fachsprachen – Languages for Special Purposes. Ein internationales Handbuch zur Fachsprachenforschung und Terminologiewissenschaft – An International Handbook of Special Languages and Terminology Research. 2 Bände. Berlin – New York: de Gruyter. (= HSK – Handbücher zur Sprach- und Kommunikationswissenschaft. 14/1,2).
- Baumann, Klaus-Dieter / Kalverkämper, Hartwig / Steinberg-Rahal, Kerstin [Hrsg.] (2000): Sprachen im Beruf. Stand – Probleme – Perspektiven. Tübingen: Narr. (= Forum für Fachsprachen-Forschung. 38).
- Baumann, Klaus-Dieter / Kalverkämper, Hartwig [Hrsg.] (2004): Pluralität in der Fachsprachenforschung. Tübingen: Narr. (= Forum für Fachsprachen-Forschung. 67).
- Kalverkämper, Hartwig / Schippel, Larisa [Hrsg.] (2008): Simultandolmetschen in Erstbewährung: Der Nürnberger Prozeß 1945. Berlin: Frank & Timme. (= TRANSÜD. Arbeiten zur Theorie und Praxis des Übersetzens und Dolmetschens. 17).
- Kalverkämper, Hartwig / Schippel, Larisa [Hrsg.] (2009): Translation zwischen Text und Welt – Translationswissenschaft als historische Disziplin zwischen Moderne und Zukunft. Berlin: Frank & Timme. (= TRANSÜD. Arbeiten zur Theorie und Praxis des Übersetzens und Dolmetschens. 20).
- Kalverkämper, Hartwig / Schippel, Larisa [Hrsg.] (2012): "Vom Altern der Texte". Bausteine für eine Geschichte des interkulturellen Wissenstransfers. Berlin: Frank & Timme. (= TRANSÜD. Arbeiten zur Theorie und Praxis des Übersetzens und Dolmetschens. 20).
- Baumann, Klaus-Dieter / Kalverkämper, Hartwig [Hrsg.] (2013): Theorie und Praxis des Dolmetschens und Übersetzens in fachlichen Kontexten. Berlin: Frank & Timme. (= TRANSÜD. Arbeiten zur Theorie und Praxis des Übersetzens und Dolmetschens. 63).
- Manerko, Larissa Alexandrovna / Baumann, Klaus-Dieter / Kalverkämper, Hartwig [Eds.] (2014): Terminology Science in Russia today: From the Past to the Future. Berlin: Frank & Timme. (= Forum für Fachsprachen-Forschung. 116).
- Kalverkämper, Hartwig [Hrsg.] (2015): Wissenschaftsrhetorik. Berlin – New York: de Gruyter. (= Handbücher Rhetorik).
- Kalivoda, Gregor / Kalverkämper, Hartwig [Hrsg.] (2015): Moderne Rhetorik. Berlin – New York: de Gruyter. (= Handbücher Rhetorik).

### Herausgebertätigkeiten Reihen
Allein-Herausgeber
- FFF. Forum für Fachsprachen-Forschung. Berlin: Frank & Timme (seit 1985; bislang ca. 165 Bände, Stand Oktober 2023)
- KKK. Kulturen – Kommunikation – Kontakte. Berlin: Frank & Timme (seit 2009; bislang ca. 35 Bände, Stand Oktober 2023)
- ZeitZeugnis. Vitale Historiographien aus den Wissenschaften. Berlin: Frank & Timme (seit 2016; bislang 7 Bände, Stand August 2023)
- UNI WISSEN Romanistik mit den Untergruppen -/Französisch, -/Italienisch, -/Spanisch (abgeschlossen, 1998–2005, 19 Bände)

Initiator und Mit-Herausgeber
- KZK. Körper – Zeichen – Kultur / Body – Sign – Culture (1998–2008; die Reihe ist eingestellt worden zugunsten von KKK und Alleinherausgeberschaft)
- TRANSÜD. Arbeiten zur Theorie und Praxis des Übersetzens und Dolmetschens. Berlin: Frank & Timme (zusammen mit Klaus-Dieter Baumann und Klaus Schubert): seit 2000 (bislang ca. 140 Bände, Stand Oktober 2023)

Mit-Herausgeber
- Handbücher Rhetorik. Berlin – New York: de Gruyter (zusammen mit Gregor Kalivoda und Gert Ueding) (2015 f.; 13 Bände)